# Megathura crenulata
Megathura crenulata är en snäckart som först beskrevs av G. B. Sowerby I 1825.  Megathura crenulata ingår i släktet Megathura och familjen nyckelhålssnäckor. Inga underarter finns listade i Catalogue of Life.

## Bildgalleri

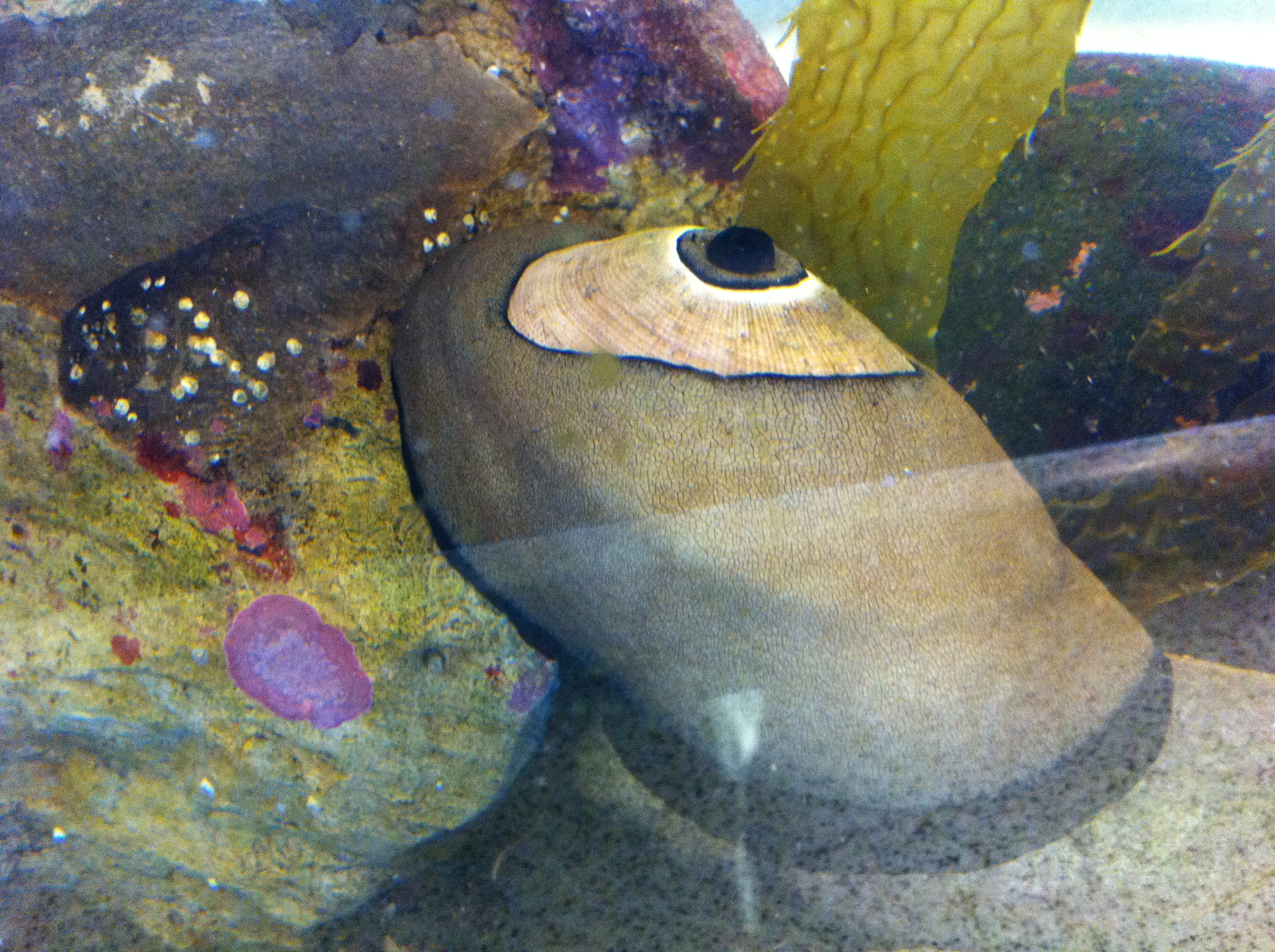